# 大谷貴代子
大谷 貴代子（おおたに きよこ 1940年（昭和15年） 12月25日 - 2012年（平成24年）4月20日）は、浄土真宗東本願寺派第25世法主で東京本願寺（現・浄土真宗東本願寺派本山東本願寺）の住職を務めた大谷光紹の妻。同派第26世法主大谷光見の母。東本願寺大御裏方。浄土真宗東本願寺派婦人会総裁。全日本仏教婦人連盟会長。

## 経歴
真宗誠照寺派の本山・誠照寺第28世法主の二条秀淳、木辺孝慈の娘・弘子の長女として、福井県鯖江市に生まれる。
京都女子大学文学部英文科を卒業後、1964年（昭和39年）に当時真宗大谷派の新門（法主後継者）であった大谷光紹と婚姻。翌年には長男・光見が誕生。
「改革派」が率いる真宗大谷派内局と対立してきた光紹が、1981年（昭和56年）、自身が住職を務めていた東京本願寺の宗派から離脱を東京都より認証され、1988年（昭和63年）に同寺を本山として浄土真宗東本願寺派を立ち上げると、その法主「裏方」となり、光紹逝去後は「大御裏方」として教化にあたる。また、2005年（平成17年）には全日本仏教婦人連盟会長に就任するなど活躍した。
2012年（平成24年）4月20日、71歳にて逝去。